# Cầu lông tại Thế vận hội Mùa hè 2020 - Đôi nam
Giải cầu lông đôi nam tại Thế vận hội Mùa hè 2020 đang diễn ra từ ngày 24 đến ngày 30 tháng 7 tại Musashino Forest Sports Plaza ở Tokyo. Có 16 cặp đấu từ 14 quốc gia đang thi đấu.

## Hạt giống
1. Marcus Fernaldi Gideon / Kevin Sanjaya Sukamuljo (INA) (Tứ kết)
2. Mohammad Ahsan / Hendra Setiawan (INA) (Hạng tư)
3. Li Junhui / Liu Yuchen (CHN) (Huy chương bạc)
4. Endo Hiroyuki / Watanabe Yuta (JPN) (Tứ kết)

## Lịch thi đấu
Giải đấu được tổ chức trong khoảng thời gian 8 ngày, với 7 ngày thi đấu và 1 ngày mở cửa.
| P | Vòng sơ loại | QF | Tứ kết | SF | Bán kết | M | Tranh huy chương |

| Ngày     | 24 thg7 | 24 thg7 | 25 thg7 | 25 thg7 | 26 thg7 | 26 thg7 | 27 thg7 | 27 thg7 | 28 thg7 | 28 thg7 | 29 thg7 | 29 thg7 | 30 thg7 | 30 thg7 | 31 thg7 | 31 thg7 | 1 thg8 | 1 thg8 | 2 thg8 | 2 thg8 |
| Nội dung | S       | T       | S       | T       | S       | T       | S       | T       | S       | T       | S       | T       | S       | C       | S       | T       | C      | T      | C      | T      |
| -------- | ------- | ------- | ------- | ------- | ------- | ------- | ------- | ------- | ------- | ------- | ------- | ------- | ------- | ------- | ------- | ------- | ------ | ------ | ------ | ------ |
| Đôi nam  | P       | P       | P       | P       | P       | P       | P       | P       |         |         | QF      |         |         | SF      |         | M       |        |        |        |        |

## Vòng bảng

### Bảng A
| VT | Đội                                                          | ST | T | B | VT | VB | HS | ĐT  | ĐB  | HS  | Đ | Giành quyền tham dự    |
| -- | ------------------------------------------------------------ | -- | - | - | -- | -- | -- | --- | --- | --- | - | ---------------------- |
| 1  | Marcus Fernaldi Gideon (INA) · Kevin Sanjaya Sukamuljo (INA) | 3  | 2 | 1 | 5  | 2  | +3 | 140 | 108 | +32 | 2 | Giành quyền vào tứ kết |
| 2  | Lee Yang (TPE) · Wang Chi-lin (TPE)                          | 3  | 2 | 1 | 5  | 3  | +2 | 161 | 151 | +10 | 2 | Giành quyền vào tứ kết |
| 3  | Satwiksairaj Rankireddy (IND) · Chirag Shetty (IND)          | 3  | 2 | 1 | 4  | 3  | +1 | 131 | 140 | −9  | 2 |                        |
| 4  | Ben Lane (GBR) · Sean Vendy (GBR)                            | 3  | 0 | 3 | 0  | 6  | −6 | 93  | 126 | −33 | 0 |                        |

1. 1 2 3  Điểm đối đầu: Indonesia 1, Ấn Độ 1, Trung Hoa Đài Bắc 1.

| Ngày       | Thời lượng | Cặp đấu 1                                      | Tỷ số                                                    | Cặp đấu 2                             | Set 1 | Set 2 | Set 3 |
| ---------- | ---------- | ---------------------------------------------- | -------------------------------------------------------- | ------------------------------------- | ----- | ----- | ----- |
| 24 tháng 7 | 12:20      | Marcus Fernaldi Gideon Kevin Sanjaya Sukamuljo | 2–0 Lưu trữ ngày 25 tháng 7 năm 2021 tại Wayback Machine | Ben Lane Sean Vendy                   | 21–15 | 21–11 |       |
| 24 tháng 7 | 12:20      | Lee Yang Wang Chi-lin                          | 1–2 Lưu trữ ngày 26 tháng 7 năm 2021 tại Wayback Machine | Satwiksairaj Rankireddy Chirag Shetty | 16–21 | 21–16 | 25–27 |
| 26 tháng 7 | 11:20      | Lee Yang Wang Chi-lin                          | 2–0 Lưu trữ ngày 25 tháng 7 năm 2021 tại Wayback Machine | Ben Lane Sean Vendy                   | 21–17 | 21–14 |       |
| 26 tháng 7 | 12:40      | Marcus Fernaldi Gideon Kevin Sanjaya Sukamuljo | 2–0 Lưu trữ ngày 26 tháng 7 năm 2021 tại Wayback Machine | Satwiksairaj Rankireddy Chirag Shetty | 21–13 | 21–12 |       |
| 27 tháng 7 | 12:00      | Marcus Fernaldi Gideon Kevin Sanjaya Sukamuljo | 1–2 Lưu trữ ngày 27 tháng 7 năm 2021 tại Wayback Machine | Lee Yang Wang Chi-lin                 | 18–21 | 21–15 | 17–21 |
| 27 tháng 7 | 12:00      | Satwiksairaj Rankireddy Chirag Shetty          | 2–0 Lưu trữ ngày 26 tháng 7 năm 2021 tại Wayback Machine | Ben Lane Sean Vendy                   | 21–17 | 21–19 |       |

### Bảng B
| VT | Đội                                                  | ST | T | B | VT | VB | HS | ĐT  | ĐB  | HS  | Đ | Giành quyền tham dự    |
| -- | ---------------------------------------------------- | -- | - | - | -- | -- | -- | --- | --- | --- | - | ---------------------- |
| 1  | Endo Hiroyuki (JPN) · Watanabe Yuta (JPN) (H)        | 3  | 3 | 0 | 6  | 0  | +6 | 126 | 73  | +53 | 3 | Giành quyền vào tứ kết |
| 2  | Kim Astrup (DEN) · Anders Skaarup Rasmussen (DEN)    | 3  | 2 | 1 | 4  | 2  | +2 | 110 | 90  | +20 | 2 | Giành quyền vào tứ kết |
| 3  | Vladimir Ivanov (ROC) · Ivan Sozonov (ROC)           | 3  | 1 | 2 | 2  | 4  | −2 | 111 | 102 | +9  | 1 |                        |
| 4  | Godwin Olofua (NGR) · Anuoluwapo Juwon Opeyori (NGR) | 3  | 0 | 3 | 0  | 6  | −6 | 44  | 126 | −82 | 0 |                        |

| Ngày       | Thời lượng | Cặp đấu 1                           | Tỷ số                                                    | Cặp đấu 2                              | Set 1 | Set 2 | Set 3 |
| ---------- | ---------- | ----------------------------------- | -------------------------------------------------------- | -------------------------------------- | ----- | ----- | ----- |
| 24 tháng 7 | 13:00      | Kim Astrup Anders Skaarup Rasmussen | 2–0 Lưu trữ ngày 24 tháng 7 năm 2021 tại Wayback Machine | Vladimir Ivanov Ivan Sozonov           | 21–13 | 21–18 |       |
| 24 tháng 7 | 20:00      | Endo Hiroyuki Watanabe Yuta         | 2–0 Lưu trữ ngày 25 tháng 7 năm 2021 tại Wayback Machine | Godwin Olofua Anuoluwapo Juwon Opeyori | 21–2  | 21–7  |       |
| 25 tháng 7 | 12:40      | Endo Hiroyuki Watanabe Yuta         | 2–0 Lưu trữ ngày 24 tháng 7 năm 2021 tại Wayback Machine | Vladimir Ivanov Ivan Sozonov           | 21–19 | 21–19 |       |
| 26 tháng 7 | 18:00      | Kim Astrup Anders Skaarup Rasmussen | 2–0 Lưu trữ ngày 25 tháng 7 năm 2021 tại Wayback Machine | Godwin Olofua Anuoluwapo Juwon Opeyori | 21–7  | 21–10 |       |
| 27 tháng 7 | 11:20      | Endo Hiroyuki Watanabe Yuta         | 2–0 Lưu trữ ngày 25 tháng 7 năm 2021 tại Wayback Machine | Kim Astrup Anders Skaarup Rasmussen    | 21–14 | 21–12 |       |
| 27 tháng 7 | 18:40      | Vladimir Ivanov Ivan Sozonov        | 2–0 Lưu trữ ngày 25 tháng 7 năm 2021 tại Wayback Machine | Godwin Olofua Anuoluwapo Juwon Opeyori | 21–8  | 21–10 |       |

### Bảng C
| VT | Đội                                           | ST | T | B | VT | VB | HS | ĐT  | ĐB  | HS  | Đ | Giành quyền tham dự    |
| -- | --------------------------------------------- | -- | - | - | -- | -- | -- | --- | --- | --- | - | ---------------------- |
| 1  | Li Junhui (CHN) · Liu Yuchen (CHN)            | 3  | 3 | 0 | 6  | 0  | +6 | 126 | 83  | +43 | 3 | Giành quyền vào tứ kết |
| 2  | Kamura Takeshi (JPN) · Sonoda Keigo (JPN) (H) | 3  | 2 | 1 | 4  | 2  | +2 | 114 | 77  | +37 | 2 | Giành quyền vào tứ kết |
| 3  | Mark Lamsfuß (GER) · Marvin Seidel (GER)      | 3  | 1 | 2 | 2  | 4  | −2 | 90  | 110 | −20 | 1 |                        |
| 4  | Phillip Chew (USA) · Ryan Chew (USA)          | 3  | 0 | 3 | 0  | 6  | −6 | 66  | 126 | −60 | 0 |                        |

| Ngày       | Thời lượng | Cặp đấu 1                   | Tỷ số                                                    | Cặp đấu 2                   | Set 1 | Set 2 | Set 3 |
| ---------- | ---------- | --------------------------- | -------------------------------------------------------- | --------------------------- | ----- | ----- | ----- |
| 24 tháng 7 | 11:00      | Li Junhui Liu Yuchen        | 2–0 Lưu trữ ngày 25 tháng 7 năm 2021 tại Wayback Machine | Phillip Chew Ryan Chew      | 21–9  | 21–17 |       |
| 24 tháng 7 | 19:20      | Kamura Takeshi Sonoda Keigo | 2–0 Lưu trữ ngày 24 tháng 7 năm 2021 tại Wayback Machine | Mark Lamsfuß Marvin Seidel  | 21–13 | 21–8  |       |
| 25 tháng 7 | 18:40      | Li Junhui Liu Yuchen        | 2–0 Lưu trữ ngày 25 tháng 7 năm 2021 tại Wayback Machine | Mark Lamsfuß Marvin Seidel  | 21–14 | 21–13 |       |
| 26 tháng 7 | 10:00      | Kamura Takeshi Sonoda Keigo | 2–0 Lưu trữ ngày 25 tháng 7 năm 2021 tại Wayback Machine | Phillip Chew Ryan Chew      | 21–11 | 21–3  |       |
| 27 tháng 7 | 10:00      | Li Junhui Liu Yuchen        | 2–0 Lưu trữ ngày 28 tháng 7 năm 2021 tại Wayback Machine | Kamura Takeshi Sonoda Keigo | 21–14 | 21–16 |       |
| 27 tháng 7 | 18:00      | Mark Lamsfuß Marvin Seidel  | 2–0 Lưu trữ ngày 26 tháng 7 năm 2021 tại Wayback Machine | Phillip Chew Ryan Chew      | 21–10 | 21–16 |       |

### Bảng D
| VT | Đội                                          | ST | T | B | VT | VB | HS | ĐT  | ĐB  | HS  | Đ | Giành quyền tham dự    |
| -- | -------------------------------------------- | -- | - | - | -- | -- | -- | --- | --- | --- | - | ---------------------- |
| 1  | Mohammad Ahsan (INA) · Hendra Setiawan (INA) | 3  | 3 | 0 | 6  | 1  | +5 | 145 | 109 | +36 | 3 | Giành quyền vào tứ kết |
| 2  | Aaron Chia (MAS) · Soh Wooi Yik (MAS)        | 3  | 2 | 1 | 4  | 2  | +2 | 122 | 107 | +15 | 2 | Giành quyền vào tứ kết |
| 3  | Choi Sol-gyu (KOR) · Seo Seung-jae (KOR)     | 3  | 1 | 2 | 3  | 4  | −1 | 130 | 128 | +2  | 1 |                        |
| 4  | Jason Ho-Shue (CAN) · Nyl Yakura (CAN)       | 3  | 0 | 3 | 0  | 6  | −6 | 73  | 126 | −53 | 0 |                        |

| Ngày       | Thời lượng | Cặp đấu 1                      | Tỷ số                                                    | Cặp đấu 2                  | Set 1 | Set 2 | Set 3 |
| ---------- | ---------- | ------------------------------ | -------------------------------------------------------- | -------------------------- | ----- | ----- | ----- |
| 24 tháng 7 | 18:00      | Mohammad Ahsan Hendra Setiawan | 2–0 Lưu trữ ngày 25 tháng 7 năm 2021 tại Wayback Machine | Jason Ho-Shue Nyl Yakura   | 21–12 | 21–11 |       |
| 24 tháng 7 | 18:00      | Choi Sol-gyu Seo Seung-jae     | 0–2 Lưu trữ ngày 24 tháng 7 năm 2021 tại Wayback Machine | Aaron Chia Soh Wooi Yik    | 22–24 | 15–21 |       |
| 25 tháng 7 | 10:00      | Choi Sol-gyu Seo Seung-jae     | 2–0 Lưu trữ ngày 24 tháng 7 năm 2021 tại Wayback Machine | Jason Ho-Shue Nyl Yakura   | 21–14 | 21–8  |       |
| 26 tháng 7 | 19:20      | Mohammad Ahsan Hendra Setiawan | 2–0 Lưu trữ ngày 26 tháng 7 năm 2021 tại Wayback Machine | Aaron Chia Soh Wooi Yik    | 21–16 | 21–19 |       |
| 27 tháng 7 | 12:40      | Mohammad Ahsan Hendra Setiawan | 2–1 Lưu trữ ngày 27 tháng 7 năm 2021 tại Wayback Machine | Choi Sol-gyu Seo Seung-jae | 21–12 | 19–21 | 21–18 |
| 27 tháng 7 | 20:00      | Aaron Chia Soh Wooi Yik        | 2–0 Lưu trữ ngày 28 tháng 7 năm 2021 tại Wayback Machine | Jason Ho-Shue Nyl Yakura   | 21–15 | 21–13 |       |

## Chung kết
Tứ kết được tổ chức vào ngày 29 tháng 7 năm 2021, bán kết vào ngày hôm sau và các trận tranh huy chương vào ngày 31 tháng 7 năm 2021.
|  | Tứ kết | Tứ kết                                                       | Tứ kết | Tứ kết                                       | Tứ kết |    |                                       | Bán kết                            | Bán kết                                      | Bán kết | Bán kết | Bán kết |                                       |                       | Tranh huy chương vàng | Tranh huy chương vàng | Tranh huy chương vàng | Tranh huy chương vàng | Tranh huy chương vàng |  |
|  |        |                                                              |        |                                              |        |    |                                       |                                    |                                              |         |         |         |                                       |                       |                       |                       |                       |                       |                       |  |
|  | A1     | Marcus Fernaldi Gideon (INA) · Kevin Sanjaya Sukamuljo (INA) | 14     | 17                                           |        |    |                                       |                                    |                                              |         |         |         |                                       |                       |                       |                       |                       |                       |                       |  |
|  | A1     | Marcus Fernaldi Gideon (INA) · Kevin Sanjaya Sukamuljo (INA) | 14     | 17                                           |        |    |                                       |                                    |                                              |         |         |         |                                       |                       |                       |                       |                       |                       |                       |  |
|  | D2     | Aaron Chia (MAS) · Soh Wooi Yik (MAS)                        | 21     | 21                                           |        |    |                                       |                                    |                                              |         |         |         |                                       |                       |                       |                       |                       |                       |                       |  |
|  | D2     | Aaron Chia (MAS) · Soh Wooi Yik (MAS)                        | 21     | 21                                           |        | D2 | Aaron Chia (MAS) · Soh Wooi Yik (MAS) | 22                                 | 13                                           |         |         |         |                                       |                       |                       |                       |                       |                       |                       |  |
|  |        |                                                              |        |                                              |        | D2 | Aaron Chia (MAS) · Soh Wooi Yik (MAS) | 22                                 | 13                                           |         |         |         |                                       |                       |                       |                       |                       |                       |                       |  |
|  |        |                                                              | C1     | Li Junhui (CHN) · Liu Yuchen (CHN)           | 24     | 21 |                                       |                                    |                                              |         |         |         |                                       |                       |                       |                       |                       |                       |                       |  |
|  | C1     | Li Junhui (CHN) · Liu Yuchen (CHN)                           | C1     | Li Junhui (CHN) · Liu Yuchen (CHN)           | 24     | 21 | 12                                    | 21                                 | 21                                           |         |         |         |                                       |                       |                       |                       |                       |                       |                       |  |
|  | C1     | Li Junhui (CHN) · Liu Yuchen (CHN)                           |        |                                              |        |    |                                       |                                    |                                              |         |         |         |                                       |                       |                       |                       |                       |                       |                       |  |
|  | B2     | Kim Astrup (DEN) · Anders Skaarup Rasmussen (DEN)            | 21     | 14                                           | 19     |    |                                       |                                    |                                              |         |         |         |                                       |                       |                       |                       |                       |                       |                       |  |
|  | B2     | Kim Astrup (DEN) · Anders Skaarup Rasmussen (DEN)            | 21     | 14                                           | 19     |    | C1                                    | Li Junhui (CHN) · Liu Yuchen (CHN) | 18                                           | 12      |         |         |                                       |                       |                       |                       |                       |                       |                       |  |
|  |        |                                                              |        |                                              |        |    |                                       |                                    |                                              |         |         |         |                                       |                       |                       |                       |                       |                       |                       |  |
|  |        |                                                              | A2     | Lee Yang (TPE) · Wang Chi-lin (TPE)          | 21     | 21 |                                       |                                    |                                              |         |         |         |                                       |                       |                       |                       |                       |                       |                       |  |
|  | A2     | Lee Yang (TPE) · Wang Chi-lin (TPE)                          | A2     | Lee Yang (TPE) · Wang Chi-lin (TPE)          | 21     | 21 | 21                                    | 21                                 |                                              |         |         |         |                                       |                       |                       |                       |                       |                       |                       |  |
|  | A2     | Lee Yang (TPE) · Wang Chi-lin (TPE)                          |        |                                              |        |    | 21                                    | 21                                 |                                              |         |         |         |                                       |                       |                       |                       |                       |                       |                       |  |
|  | B1     | Endo Hiroyuki (JPN) · Watanabe Yuta (JPN)                    | 16     | 19                                           |        |    |                                       |                                    |                                              |         |         |         |                                       |                       |                       |                       |                       |                       |                       |  |
|  | B1     | Endo Hiroyuki (JPN) · Watanabe Yuta (JPN)                    | 16     | 19                                           |        | A2 | Lee Yang (TPE) · Wang Chi-lin (TPE)   | 21                                 | 21                                           |         |         |         | Tranh huy chương đồng                 | Tranh huy chương đồng | Tranh huy chương đồng | Tranh huy chương đồng | Tranh huy chương đồng |                       |                       |  |
|  |        |                                                              |        |                                              |        | A2 | Lee Yang (TPE) · Wang Chi-lin (TPE)   | 21                                 | 21                                           |         |         |         |                                       |                       |                       |                       |                       |                       |                       |  |
|  |        |                                                              | D1     | Mohammad Ahsan (INA) · Hendra Setiawan (INA) | 11     | 10 |                                       |                                    |                                              |         |         |         |                                       |                       |                       |                       |                       |                       |                       |  |
|  | C2     | Kamura Takeshi (JPN) · Sonoda Keigo (JPN)                    | D1     | Mohammad Ahsan (INA) · Hendra Setiawan (INA) | 11     | 10 | 14                                    | 21                                 | 9                                            |         |         | D2      | Aaron Chia (MAS) · Soh Wooi Yik (MAS) | 17                    | 21                    | 21                    |                       |                       |                       |  |
|  | C2     | Kamura Takeshi (JPN) · Sonoda Keigo (JPN)                    |        |                                              |        |    |                                       |                                    |                                              |         |         | D2      | Aaron Chia (MAS) · Soh Wooi Yik (MAS) | 17                    | 21                    | 21                    |                       |                       |                       |  |
|  | D1     | Mohammad Ahsan (INA) · Hendra Setiawan (INA)                 | 21     | 16                                           | 21     |    |                                       | D1                                 | Mohammad Ahsan (INA) · Hendra Setiawan (INA) | 21      | 17      | 14      |                                       |                       |                       |                       |                       |                       |                       |  |